# حداثة شعرية
الحداثة الشعرية مصطلح يُطلق على التحولات الكبرى التي طرأت على بنية الشعر ومحتواه منذ بدايات القرن العشرين، متأثرةً بالتحولات الفكرية، الفلسفية، والسياسية التي شهدها العالم.

## بدايات
- اعتمدت السير بالشعر العربي الحديث، جماعة من الشعراء رأت أن الشعر العربي في قوالبه الموسيقية والتعبيرية الكلاسيكية، قد أدى دوره، واستنفد طاقته، فدعو إلى ترك بحور الشعر التقليدية وعروضها التي صنفها الخليل بن أحمد الفراهيدي، وإلى الانعتاق من كل القيود السابقة في كتابة القصيدة، ولم يقتصر الأمر على قيود البحور الشعرية والقافية فحسب، وإنما من كل ما قد يوحي بأنه مجرد امتداد للماضي أيضًا.
- كانت البداية – بداية الثورة على الموروث الشعري – بالإستغناء عن بحور الخليل كتفاعيل أو نوتاتٍ موسيقية جاهزة (نوتات: جمع نوتة) يتم تركيب اللغة وتطويعها لتتناسب مع إيقاع البحر، فلا تخرج عنه من مطلعها إلى خاتمتها...[1]

## قصيدة التفعيلة
- ابتكر شعراء عرب القصيدة التي أسموها بالحرة أو قصيدة التفعيلة،[2] لتحررها من قيد البحر الخليلي، والتزام القافية مع المحافظة على موسيقى الوزن المتأتية من وحدة التفعيلة، مستفيدين من موروث محفوظاتهم من القصيدة العمودية في تكثيف موسيقى النص. ولعل من أبرز من قاد هذا التوجه الجديد في الكتابة الشعرية الشاعرة نازك الملائكة، والشاعر بدر شاكر السياب. من دون نسيان المحاولات الجدية التي برزت بدءا من أوائل القرن العشرين مع أمين الريحاني، وجبران خليل جبران رئيس الرابطة القلمية في المهجر، وأعلام مدرستي «الديوان» و«أبولو» في مصر.[3]

## قصيدة النثر
- برزت قصيدة النثر العربية بدءا من منتصف القرن العشرين، بتأثير من كتاب الناقدة الفرنسية سوزان برنار، وكان من أبرز روادها عربيًّا الشاعر اللبناني أنسي الحاج عبر ديوانه «لن» الصادر في العام 1960، [4] وقد قاد هذا الاتجاه في كتابة القصيدة الحديثة مجلة شعر التي أصدرها الشاعر يوسف الخال في بيروت،[5] وانضم إليها الشاعر السوري اللبناني أدونيس وغيره من الشعراء والنقاد والأدباء العرب.... وهناك صراع كبير بين التيارات الدينية المحافظة والحداثيين.[6][7]

## أبرز الأعلام
- هناك أسماء عربية مرتبطه بهذين النوعين من الشعر أي قصيدة التفعيلة وقصيدة النثر، من أبرزهم: نازك الملائكة، بدر شاكر السياب، أنسي الحاج، أدونيس، محمد الماغوط، خليل حاوي، عبد الوهاب البياتي، أمل دنقل، صلاح عبد الصبور، محمود درويش، محمد علي شمس الدين، شوقي بزيع، إلياس لحود، وديع سعادة، محمد الثبيتي....

## مظاهر التجديد في الشعر الحداثي

### التجديد في اللغة
يرتبط جوهر الشّعر بالوجود اللّغوي ويرتبط وجودهما معا بإثارة النّشوة والدّهشة والهزّة النّفسية والإعجاب، ولا يتحقق الإبداع الشّعري إلاّ بالخلق اللّغوي، أي لا يكون للشّعر فعل السّحر إلاّ إذا أحسسنا أنّه خلق جديد، وذلك عن طريق اللّغة الخالقة، أي اللّغة البكر.
وأدرك الشّاعر أهمية التّجديد اللّغوي حتّى يكون ذلك مؤشرا جمالياً على مستوى القصيدة الحديثة وقد أصبح الإنسان الحديث يدرك مدى إمكانات اللّغة واكتنازها لأسرار الخلق والإبداع. وكما يشرح أدونيس، فإن «لغة الشّعر ليست لغة تعبير بقدر ما هي لغة خلق، فالشّعر ليس مسارا للعالم وليس الشّاعر الشّخص الّذي لديه شيء يعبر عنه وحسب، بل هو الشّخص الّذي يخلق أشياء بطريقة جديدة». إنّه يمزج بها بين الواقع والخيال.
ومن هنا بدأ البحث عن بديل للغة الشّعر العمودية وانقسم بذلك الشّعراء إلى قسمين:
- فريق يدعو إلى العودة إلى لغة البكارة الأولى، أي ابتكار لغة جديدة للشّعر الحديث، ويتحقق ذلك بمحاكاة نسيج التّكوين الأول أي كما أنّ الشّاعر هو الكائن الأول يبتدع علاقاته ويبدأ تسمية الأشياء بعد أن يكتشفها بدهشة كأنّه يراها لأول مرّة فيعبر عن تجربته بكلمات متجددة.
- أدّى هذا الاتّجاه إلى ظهور موقف ضدّي، وظهر اتّجاه آخر هو اللّجوء إلى لغة الحديث اليومي دعا أصحابه إلى استمداد لغة الشّعر من قلب الحياة. ومن هؤلاء يوسف الخال الّذي يرى أنّ الأدب لا يكون حديثا ما لم يكتب بلغة حديثة ويستمد عبقريته ومعانيه من حديث النّاس. صلاح عبد الصبور مثلا في ديوانه «النّاس في بلادي» نجده يلامس الحياة الواقعية إلى حدّ كبير وتعتمل في نفسية الشّاعر قضايا معايشة اجتماعية، يقول متألما:

ما زلت حيّا، فرحتي، ما زلت، والكلام، والسّباب والسّعال

### التجديد في الصورة
ارتبطت الصّورة في القصيدة العمودية ببعض القيود والقوالب الخارجية المفروضة عليها الأمر الّذي جعل الشّاعر يسعى إلى بلورة فكرتة في صورة جزئية لا تخرج عن إطار البيت الشّعري ولا تتجاوز أسسه وأبعاده المألوفة، ومن ثمّ جاءت صورة جزئية محصورة في الاستعارة والكناية والتّشبيه. وعندما تحرّرت القصيدة المعاصرة من هذه القيود أخذ الشّاعر يعبر عن قضاياه في صورة فنّية تتوافق وحالاته النّفسية والشّعورية، فقد تخلص من وحدة القافية الّتي كانت تقيّد في بعض الأحيان صوره ومشاعره وأفكاره وأطلق العنان للصّورة الشّعرية.
وخرجت الصّورة في الشّعر الحديث من مجرد علاقة جزئية بين مشبّه ومشبّه به، ومن مجرّد المهارة والبراعة في الدّقة إلى نوع من المشاهد أو اللّقطات الموحية المتتالية في سرعة تنقل لنا صورا متلاحقة مرئية ومسموعة، أشبه بما نشاهده في أفلام السّينما ولذلك أطلقوا عليها كلمة «المونتاج» بحكم كونها مشاهد متلاحقة.

يستخدم صلاح عبد الصبور هذا النّوع، فيقول:
مطر يهمي وبرد وضباب
ورعود عاصفة
قطّة تصرخ من هول المطر
وكلاب تتعاوى
مطر يهمي وبرد وضباب
وأتينا بوعاء حجري
وملأناه ترابا
نأكل الخبز المقدّد
وضحكنا لفكاهة
قالها جدّي العجوز
وتسلّل
من ضياء الشّمس موعد
فتفاءلنا وحيّينا الصّباح
وبأقدم تجرّ الأحذية
وتدقّ الأرض من وقع المنفر

طرقوا الباب علينا

### التجديد في الموسيقى الشعرية
الموسيقى الشّعرية من أكثر الظّواهر الفنّية بروزا في الشّعر العربي المعاصر، وأشدّها ارتباطا بمفهوم التّجديد والّتي كانت تنحصر عند القدامى في الوزن والقافية والبحور الخليلية. وقد وجد الشّاعر المعاصر نفسه في أمسّ الحاجة إلى التّغيير في الشّعر، فظهرت محاولات جادّة في سبيل هذا التّغيير «إلاّ أنّ هذا التّغيير» في رأي عز الدين إسماعيل: 
«لم يكن جزئيا أو سطحيا وإنّما كان جوهريا شاملا وكان تشكيلا جديدا للقصيدة العربية من حيث المبنى والمعنى».
لم يكن هذا التغيير نتيجة عجز الشّعراء وإنّما كان دافعه الحقيقي، في رأي عز الدّين إسماعيل:
«جعل التّشكيل الموسيقي في مجمله خاضعاً خضوعا مباشرا للحالة النّفسية أو الشّعورية الّتي يصدر عنها الشّاعر، فالقصيدة في هذا الاعتبار صورة موسيقية متكاملة، تتلاقا فيها الأنغام المختلفة وتفترق محدثة نوعا من الإيقاع الّذي يساعد على تنسيق المشاعر والأحاسيس المشتّتة». 
إنّ الموسيقى القصيدة العربية المعاصرة قائمة على أساس أنّ القصيدة بنية إيقاعية خاصّة ترتبط بحالة معيّنة للشّاعر بذاته، فقد تشبث الشّاعر المعاصر بالحرّية المطلقة كما كان يرفض التقيد.

### توظيف الرمز الأسطوري
يؤكد عز الدّين إسماعيل على أهمية توظيف الرمز في الشعر في قوله: 
«من أبرز القضايا الفنّية الّتي لفتت الانتباه في تجربة الشّعر الجديد ظاهرة الاستخدام المكثّف للرّمز كأداة تعبيرية استعملها الشّاعر لإيصال فكرته إلى القارئ». 
فالرّمز يقوم على إخراج اللّغة من وظيفتها الأولى وهي التّواصل وإدخالها في الوظيفة الإيحائية.

عدّدت مفاهيم الرّمز فنجد غنيمي هلال يعرفه قائلا: 
«الرّمز هو الإيحاء، أي التعبير غير المباشر عن النّواحي النّفسية المستمرّة الّتي لا تقوم على أدائها اللّغة في دلالاتها، فالرّمز هو الصلة بين الذّات والأشياء بحيث تتولّد المشاعر عن طريق الإثارة النّفسية لا عن طريق التّسمية والتصريح». 
على سبيل المثال:
شتاء هذا العام يخبرني بأنّني
سأقضي وحيدا ذات شتاء

وأنّ ما مضى من حياتي مضى هباء
في هذه القصيدة «أغنية للشّتاء» استمدّ الشاعر رموزه من الطّبيعة، فهو يتّخذ فصول السّنة رموزا لحالات الشّعور النّفسية، فالشّتاء يوحي ببرودة العواطف والمشاعر والخريف ينذر بذبولها والصّيف يشير إلى يقظتها.

## مظاهر جديدة
جرب الشعراء العرب أساليب عديدة لم يعرفها الشعراء القدامى، ومن ذلك الاهتمام بالعلاقة بين تنضيد الكلمات ورسمها على الورق وبين حركة الدلالة التي يسعى إليها الشاعر ويريد أن يؤكدها في العين والأذن، وسنمثل لذلك من قصيدة الشاعر أمل دنقل «البكاء بين يدي زرقاء اليمامة»، يقول الشعر:
ونحن جرحى القلب
  جرحى الروح والفم
             لم يبق إلا الموت
                      والحطام
                                والدمار
أليس هذا التنضيد المقصود الذي يصور في حركته المندرجة نحو الأسفل القاع والهاوية. زماع روح تخرج من جسدها. ولحظة احتضار أمة تدلف سريعاً نحو الموت والدمار. يتوافق مع المعنى الذي يريد الشاعر أن يبينه ويصل إليه من ثم، أو كان بمقدور القصيدة التقليدية أن تصور في شكلها الخارجي مثل هذا المعنى؟
ويمكن للمرء أن يتحدث أكثر عن هذا السياق وعن علاقته بالصورة وخاصة فيما يتعلق بإيقاع الحروف وتصويرها وإيقاع المفردات وتصويرها (ولا سيما المفردات التي ترسم بحروفها دلالاتها) والترجيع الصوتي والتكرار واللوازم الموسيقية.
وبذل الشعراء العرب محاولات أخرى في تجربة تقنيات أقل ذيوعاً وانتشاراً بعضها أخفق وبعضها الآخر استقام، وجميعها تم تحت تأثير المبادلات والتداخلات بين أنواع الفنون بما فيها السينما والتلفاز والمسرح ولعل أهمها:
- الجوقة والمونتاج "الوصل والقطع" والكولاج "الإلصاق" والسيناريو واللقطة المتقطعة

ونأخذ مثالاً واحداً عليها وليكن تقنية الارتجاع الفني Flash back وهو أسلوب روائي يعرفه معجم مصطلحات الأدب بأنه: 
هو الرجوع أثناء التسلسل الزمني المنطقي للقصة أو المسرحية أو الفيلم إلى ذكر أحداث ماضية لإيضاح الظروف التي أحاطت بموقف من المواقف أو للتعليق عليه. وتستعمل هذه الوسيلة خاصة في السينما ثم امتدت  إلى  الرواية التي تبدأ عادة بالجريمة ثم تسرد الأحداث التي أدت إليها. 
من أمثلة هذا النوع من التجريب قصيدة من أوراق أبي نواس " لأمل دنقل التي ترد في سبع أوراق تضطرد بشكل منتظم، ولكن أبا نواس أو الشاعر يشده الارتجاع الفني للعودة إلى الماضي في الورقتين الخامسة والسادسة وهي تفصل ثلاثة مشاهد مأساوية محفورة في ذاكرته وتبرز الفاجعة في ثالث المآسي وتقع في أمه:
نائماً كنت جانبها، ورأيت ملاك القدس
ينحني، ويربت وجنتها
وتراخت الذراعان عني قليلاً
وسارت بقلبي قشعريرة الصمت
-أمي، وعاد لي الصوت
-أمي، وعانقتها... وبكيت

وغام بي الدمع حتى أحتبس